# Penyagolosa (ZEPA)
Penyagolosa (ZEPA) este o arie protejată (arie de protecție specială avifaunistică — SPA) din Spania întinsă pe o suprafață de 53.227,19 ha, integral pe uscat.

## Localizare
Centrul sitului Penyagolosa (ZEPA) este situat la coordonatele 40°15′08″N 0°21′41″W / 40.2522°N 0.3614°V.

## Înființare
Situl Penyagolosa (ZEPA) a fost declarat arie de protecție specială avifaunistică în mai 2000 pentru a proteja 31 de specii de animale.

## Biodiversitate
Situată în ecoregiunea mediteraneană, aria protejată conține 20 de habitate naturale: Păduri mediteraneene de Taxus baccata, Păduri de Quercus ilex și Quercus rotundifolia, Matorral arborescenți cu Juniperus spp., Pajiști alpine și boreale, Galerii de Salix alba și de Populus alba, Liziere de ierburi înalte hidrofile de câmpie și de nivel montan până la alpin, Lande oro-mediteraneene cu formațiuni endemice de grozamă, Pajiști alpine și subalpine calcaroase, Păduri endemice cu Juniperus spp., Grohotișuri termofile și vest-mediteraneene, Păduri iberice de Quercus faginea și Quercus canariensis, Râuri mediteraneene cu debit permanent cu specii de Paspalo-Agrostidion și galerii riverane de Salix și de Populus alba, Pajiști uscate europene, Pajiști oro-iberice cu Festuca indigesta, Vegetație gipsofilă iberică (Gypsophiletalia), Tufărișuri termo-mediteraneene și de pre-deșert, Pajiști uscate seminaturale și facies de acoperire cu tufișuri pe substraturi calcaroase (Festuco-Brometalia) (* situri importante pentru orhidee), Păduri de pin (sub-) mediteraneene cu pini negri endemici, Peșteri inaccesibile publicului, Păduri de stejar galițio-portugheze cu Quercus robur și Quercus pyrenaica.
La baza desemnării sitului se află mai multe specii protejate:
- păsări (20): pescăruș albastru (Alcedo atthis), fâsă-de-câmp (Anthus campestris), acvilă de munte (Aquila chrysaetos), buha (Bubo bubo), pasărea ogorului (Burhinus oedicnemus), ciocârlie-cu-degete-scurte (Calandrella brachydactyla), caprimulg (Caprimulgus europaeus), șerpar (Circaetus gallicus), erete cenușiu (Circus pygargus), presură de grădină (Emberiza hortulana), șoim călător (Falco peregrinus), Galerida theklae, vulturul pleșuv sur (Gyps fulvus), Hieraaetus fasciatus, acvilă pitică (Hieraaetus pennatus), ciocârlie de pădure (Lullula arborea), vultur egiptean (Neophron percnopterus), Oenanthe leucura, Pyrrhocorax pyrrhocorax, silvie de tufiș (Sylvia undata)
- mamifere (8): liliac cârn (Barbastella barbastellus), liliac cu urechi de șoarece (Myotis blythii), liliac cu picioare lungi (Myotis capaccinii), liliac comun (Myotis myotis), liliacul mediteranean cu potcoavă (Rhinolophus euryale), liliacul mare cu potcoavă (Rhinolophus ferrumequinum), liliacul mic cu potcoavă (Rhinolophus hipposideros), liliacul cu potcoavă a lui méhely (Rhinolophus mehelyi)
- nevertebrate (1): Graellsia isabellae
- pești (2): Chondrostoma toxostoma, Rutilus arcasii

Pe lângă speciile protejate, pe teritoriul sitului au mai fost identificate 5 specii de mamifere.